# 高盛
高 盛（こう せい、生年不詳 - 536年）は、北魏末から東魏にかけての政治家。字は盆生。本貫は渤海郡蓨県。高歓の従伯父にあたる。

## 経歴
高各抜（高湖の子）の末子として生まれた。北魏の普泰元年（531年）、高歓が信都で起兵すると、高盛は中軍大都督となり、広平郡公に封じられた。中興2年（532年）4月、尚書僕射・北道行台となった。東魏の天平元年（534年）10月、司徒に任じられた。天平2年（535年）3月、太尉に転じた。天平3年（536年）5月28日、在官のまま死去した。使持節・仮黄鉞・秦洛等十州諸軍事・太師・録尚書事の位を追贈された。諡は文懿。
子がなく、兄の子の高子瑗が後を嗣いだ。

## 伝記資料
- 『魏書』巻32 列伝第20
- 『北斉書』巻14 列伝第6
- 『北史』巻51 列伝第39
- 魏侍中黄鉞太師録尚書事文懿高公碑（高盛碑）